# Michael Gravgaard
Michael Julius Gravgaard (* 3. April 1978 in Randers) ist ein ehemaliger dänischer Fußballspieler und heutiger Fußballfunktionär.

## Vereinskarriere
Der kopfballstarke Innenverteidiger spielte in seiner Jugend bei Spentrup IF. Von 1996 bis 2002 spielte er für Randers Freja und dann bis 2005 bei Viborg FF, für den er – teils als Mittelstürmer eingesetzt – in 94 Spielen 18 Tore erzielte. Danach trat er für den FC Kopenhagen und anschließend den französischen Erstligisten FC Nantes an.
Am 1. Februar 2009 lieh ihn der Hamburger SV bis zum Ende der Saison aus, um den verletzten Bastian Reinhardt in der Innenverteidigung zu ersetzen. Sein Bundesligadebüt gab Gravgaard am 7. Februar 2009 beim Auswärtsspiel des HSV gegen den Karlsruher SC. Nach der Saison kehrte er zum FC Nantes zurück. Nach der Saison 2009/10, in der er kein Spiel für den FC Nantes gemacht hatte, beendete er zunächst seine Karriere. Am 4. August 2010 bestritt er jedoch, dass er Sportinvalide sei. Am 6. Januar 2011 beendete er endgültig seine Karriere.

## Nationalmannschaft
Sein erstes Spiel für die dänische Nationalmannschaft absolvierte Gravgaard am 17. August 2005 beim 4:1-Sieg im Testspiel in Kopenhagen gegen England, bei dem er sein erstes Länderspieltor mit dem Treffer zum 3:0 erzielte. Er nahm auch an der Qualifikation zur Fußball-Weltmeisterschaft 2006 teil und schoss jeweils ein Tor gegen Griechenland und Kasachstan. Die Qualifikation wurde dennoch verpasst. Sein letztes Länderspiel machte Gravgaard am 12. September 2007 beim 4:0-Sieg über Liechtenstein. An einer Welt- oder Europameisterschaft nahm er in seiner Karriere nicht teil. Insgesamt kam Gravgaard auf 18 Länderspiele und erzielte fünf Treffer.

## Funktionärskarriere
Gravgaard wurde im Januar 2016 neuer Direktor von Randers FC, dem Nachfolgeverein seines ehemaligen Vereins Randers Freja. Am 22. März 2017 wurde er zum Sportdirektor des Vereins befördert.

## Kurioses
Kurios war Gravgaards entscheidende Rolle im Rückspiel des UEFA-Pokal-Halbfinals 2009 gegen Werder Bremen, als er beim Stand von 2:1 für die Bremer einen Eckball verursachte. Eigentlich hatte er einen Rückpass zu Torhüter Frank Rost spielen wollen, der Ball berührte jedoch eine auf dem Spielfeld liegende Papierkugel und sprang so unglücklich hoch, dass Gravgaard den Ball nur mit dem Schienbein spielen konnte und der Ball unkontrolliert ins Toraus gelangte. Den daraus resultierenden Eckball verwandelte Frank Baumann zum vorentscheidenden 3:1. In diesem Spiel erzielte Gravgaard darüber hinaus ein Tor zum möglichen 2:2, dem der Schiedsrichter aber die Anerkennung versagte.